# 所羅門三號鎮區 (堪薩斯州諾頓縣)
所羅門三號鎮區（英語：Solomon-District 3 Township）是位於美國堪薩斯州諾頓縣的一個行政鎮區。

## 地方資料
所羅門三號鎮區的面積為495.74平方千米，當中陸地面積為495.62平方千米，而水域面積為0.12平方千米。根據2010年美國人口普查的數據，當地共有人口180人，而人口密度為每平方千米0.36人。

## 外部連結
- US-Counties.com
- City-Data.com （页面存档备份，存于）